# Легенда за Паисий
„Легенда за Паисий“ е български игрален филм (драма) от 1963 година на режисьора Стефан Сърчаджиев, по литературен сценарий на Надежда Драгова и Първан Стефанов по повестта на Змей Горянин „Звезда керванджийка“. Оператор е Васил Холиолчев. Музиката във филма е композирана от Любомир Пипков.
Филмът е посветен на двестагодишнината от написването на „История славянобългарска“.

## Състав

### Актьорски състав
| Роля                                                             | Изпълнител                             |
| ---------------------------------------------------------------- | -------------------------------------- |
| Петко / Паисий                                                   | Виктор Данченко                        |
| отец игуменът Лаврентий, български духовник                      | Иван Кондов                            |
| отец Виссарион, про игумен в Хилендар                            | Заслужил артист Цено Кандов            |
| Евлоги, български търговец и съпруг на Бена                      | Стойчо Мазгалов                        |
| Евтимий                                                          | Сава Хашъмов                           |
| Стоян                                                            | Иван Пожарски                          |
| Ставридис                                                        | Петър Златев                           |
| Евгений Булгарис, министър на академията на Самоковската епархия | Михаил Михайлов (като Мишо Михайлов)   |
| Кирил                                                            | Заслужил артист Любомир Бобчевски      |
| Бена                                                             | Ангелина Сарова                        |
| Чорбаджи Лазко                                                   | Христо Динев                           |
| Серапион, брат на Виссарион                                      | Кирил Янев                             |
| В епизодите:                                                     |                                        |
|                                                                  | Любомир Калинов                        |
|                                                                  | Марин Тошев                            |
|                                                                  | Минко Минков                           |
|                                                                  | Иво Кисимов                            |
|                                                                  | Мария Ангелова                         |
| жената с незаконното дете на Евлоги                              | Лидия Вълкова                          |
|                                                                  | Константин Добрев                      |
| молеща се селянка                                                | Кунка Баева                            |
| пътник в каруцата                                                | Никола Дадов (като Н. Дадов)           |
|                                                                  | Любослав Стефанов (като Л. Стефанов)   |
|                                                                  | Жарко Павлович (като Ж. Павлович)      |
|                                                                  | Борис Василев (като Б. Василев)        |
| Йован Ристич, образования младеж                                 | Борис Луканов (не е посочен в титрите) |

### Творчески и технически екип
| Режисьор           | Стефан Сърчаджиев                                                                             |
| Сценарий           | Надежда Драгова Първан Стефанов                                                               |
| Оператор           | Васил Холиолчев                                                                               |
| Художници          | Ангела Данаджиева Т. Брусков                                                                  |
| Музика             | Народен артист Любомир Пипков                                                                 |
| Втори режисьор     | Д. Марчевски                                                                                  |
| Звукооператор      | Ф. Христов                                                                                    |
| Монтаж             | Анна Радичева                                                                                 |
| Комбинирани снимки | Художник: Недю Недев Оператор: Богомил Петков                                                 |
| Асистент-режисьори | Брайко Попов Иво Кисимов Маргарита Колимечкова                                                |
| Асистент-оператори | Георги Папазов Виктор Чичов                                                                   |
| Втори художник     | Милко Маринов                                                                                 |
| Грим               | Мария Търкаланова                                                                             |
| Директор           | Борислав Якимов                                                                               |
| Distributed by     | НАЦИОНАЛЕН ФИЛМОВ ЦЕНТЪР Студия за игрални филми, втори творчески колектив /Copyright © 1963/ |